# علاء غواص
علاء عبدالله غوّاص (مواليد المحرق، البحرين - 22 يوليو 1981) موسيقي ومؤلف ومغني بحريني مستقل. أصدر معظم مؤلفاته الموسيقية باللغة الإنجليزية.

## مسيرته الفنّية
أوّل ألبوم لغوّاص كان همهمات (Hums)، سجّله أثناء دراسته في بوسطن في العام 2007 كطالب مبتعث من برنامج فولبرايت للتبادل الثقافي بالولايات المتحدة الأمريكية. بعد عودته للبحرين، أصدر ألبومه الثاني همسات (Whispers) في العام 2008 ومن ثم صرخات (Screams) في 2009. في نهاية العام 2009، تمت دعوته لتسجيل حفله الغنائي المنفرد الأول في مركز الشيخ إبراهيم للدراسات والبحوث بمدينة المحرق وتم إصدار التسجيل لاحقاً في ألبوم مستقل في 2011 بعنوان علاء غوّاص: مباشر من المحرّق (Ala Ghawas: Live from Muharraq).
في العام 2013، تعاون مع أصدقائه من فرقة ليكويد البحرينية (أحمد القاسم، خالد الشملان، أحمد عبد العزيز وعبد الرحمن مال الله) لتسجيل ألبومه الرابع الجوشن (Armor) والذي ساهم فيه أيضاً المؤلف الموسيقي البحريني محمد حدّاد من خلال توزيع الآلات الوترية لأربعة أغاني في الألبوم. قام بعدها بجولة لترويج الألبوم بمصاحبة ليكويد من خلال عدة حفلات موسيقية حيّة في البحرين، دبي والقاهرة. وتم توثيق فترة الشراكة بينه وبين الفرقة من خلال تصوير وانتاج فيلم موسيقي وثائقي علاء غوّاص وليكويد: مباشر من ألستون (Ala Ghawas & Likwid: Live from Allston) مع المخرج البحريني صالح ناس وتم عرضه في دور السينما المحلية بالبحرين في العام 2015.
في العام 2017 أُطلق ألبوم لقاء الحب (Tryst)، أنتجه غوّاص بالتعاون مع مهندس الصوت البحريني عبد الله جمال. ثم في العام 2019، تعاون مرّة أخرى مع المخرج صالح ناس لتصوير وتسجيل فيلمه الموسيقي الثاني علاء غوّاص: مباشر من غريس (Ala Ghawas: Live from Grace) وتم عرضه سينمائياً في البحرين أيضاً.
خلال جائحة كورونا، فاجأ قاعدته الجماهيرية بسلسلة من منشورات وسائل التواصل الاجتماعي تظهر اهتمامه بإعادة اكتشاف أحد رموز طفولته الموسيقي والمطرب البحريني القدير خالد الشيخ. وبرز هذا الاهتمام بشكل واضح عندما قام رسمياً بانتاج وإصدار إحدى أشهر أغاني خالد الشيخ (مكان آمن للحب). ثم في العام 2021 عاد للغته الأم وأصدر ألبومه الأول باللغة العربية (بروفة موت) والذي يعد الآن كالألبوم الأنجح والأوسع انتشاراً من بين اصداراته. غوّاص قام بكتابة كلمات جميع أغاني الألبوم وتلحينها أيضاً، وتناصف فيه مسؤولية التوزيع الموسيقي والإنتاج مع الموسيقي البحريني عيسى نجم.
في 21 فبراير 2023، دعته هيئة البحرين للثقافة والآثار لإحياء حفل موسيقي في مهرجان ربيع الثقافة وتم إصداره لاحقًا كألبوم حي علاء غوّاص: مباشر من ربيع الثقافة (Ala Ghawas: Live from Spring of Culture).
في عام 2024، احتفل بإصدار أغنية خاصة بعنوان (في حضن الليل)، احتفاءً بعيد ميلاد ابنه الأول، جبران. وفي مطلع 2025، أصدر ألبوم إعادة تصوّر (Reimagined)، والذي يتضمن ريمكسات وإعادة تأدية لأغانيه من قبل مجموعة من الفنانين البحرينيين - عيسى نجم، هند ديتو، ماكسيم غواص، فرقة ذا ريلوكتورز، إيمان حداد، وعصام حمّاد.

## إصداراته الموسيقية[4]
- 2007: همهمات
- 2008: همسات
- 2009: صرخات
- 2011: مباشر من المحرق
- 2013: الجوشن
- 2015: مباشر من ألستون (مع فرقة ليكويد)
- 2017: لقاء الحب
- 2019: مباشر من غريس
- 2020: مكان آمن للحب (تحية لخالد الشيخ وقاسم حدّاد)
- 2021: بروفة موت
- 2023: مباشر من ربيع الثقافة
- 2024: في حضن الليل
- 2025: إعادة تصوّر